# Backtracks
Backtracks är en samlingsbox med AC/DC, där de samlat många sällsynta låtar, som inte släppts på något studioalbum (eller inte internationellt). Den är släppt i en standardutgåva och en deluxeutgåva. Standardutgåvan innehåller bl.a. 2 CD-skivor, varav en innehåller sällsynta studiospår, och den andra liveinspelningar, och en DVD-skiva, som innehåller musikvideor från 1991 och senare. Tidigare musikvideor släpptes på videoalbumet Family Jewels. Deluxeutgåvan, som kommer i en 1-watts gitarrförstärkare, innehåller en extra CD med liveinspelningar, en LP-skiva med olika sällsynta låtar, samt en extra DVD, där konserten på Circus Krone 2003 är inspelad. Dessutom innehåller den olika samlarvaror, och en bok med sällsynta foton.

## Låtlista

### CD 1-2 (standardutgåva)

#### CD 1
1. Stick Around
2. Love Song
3. Fling Thing
4. R.I.P. (Rock in Peace)
5. Carry Me Home
6. Crabsody in Blue
7. Cold Hearted Man
8. Snake Eye
9. Borrowed Time
10. Down on the Borderline
11. Big Gun
12. Cyberspace

#### CD 2
Alla låtar inspelade live.
1. Dirty Deeds Done Dirt Cheap
2. Dog Eat Dog
3. Live Wire
4. Shot Down in Flames
5. Back in Black
6. T.N.T.
7. Let There Be Rock
8. Guns for Hire
9. Rock and Roll Ain't Noise Pollution
10. This House Is on Fire
11. You Shook Me All Night Long
12. Jailbreak
13. Highway to Hell
14. For Those About to Rock (We Salute You)
15. Safe in New York City

### CD 1-3 (deluxeutgåva)

#### CD 1
1. High Voltage
2. Stick Around
3. Love Song
4. It's a Long Way to the Top (If You Wanna Rock 'n' Roll)
5. Rocker
6. Fling Thing
7. Dirty Deeds Done Dirt Cheap
8. Ain't No Fun (Waitin' Round to Be a Millionaire)
9. R.I.P. (Rock in Peace)
10. Carry Me Home
11. Crabsody in Blue
12. Cold Hearted Man
13. Who Made Who
14. Snake Eye
15. Borrowed Time
16. Down on the Borderline
17. Big Gun
18. Cyberspace

#### CD 2
Alla låtar inspelade live.
1. Dirty Deeds Done Dirt Cheap
2. Dog Eat Dog
3. Live Wire
4. Shot Down in Flames
5. Back in Black
6. T.N.T.
7. Let There Be Rock
8. Guns for Hire
9. Sin City
10. Rock and Roll Ain't Noise Pollution
11. This House Is on Fire
12. You Shook Me All Night Long
13. Jailbreak
14. Shoot to Thrill
15. Hell Ain't a Bad Place to Be

#### CD 3
Alla låtar inspelade live.
1. High Voltage
2. Hells Bells
3. Whole Lotta Rosie
4. Dirty Deeds Done Dirt Cheap
5. Highway to Hell
6. For Those About to Rock (We Salute You)
7. Ballbreaker
8. Hard as a Rock
9. Dog Eat Dog
10. Hail Caesar
11. Whole Lotta Rosie
12. You Shook Me All Night Long
13. Safe in New York City

### Family Jewels 3
1. Big Gun
2. Hard as a Rock
3. Hail Caesar
4. Cover You in Oil
5. Stiff Upper Lip
6. Safe in New York City
7. Rock 'n' Roll Train
8. Anything Goes

#### Bonusvideor
Videor som är gjorda före 1991, för låtar som haft flera musikvideor.
1. Jailbreak
2. It's a Long Way to the Top (If You Wanna Rock 'n' Roll)
3. Highway to Hell
4. You Shook Me All Night Long
5. Dirty Deeds Done Dirt Cheap (live)
6. Highway to Hell (live)

#### Extra funktioner
1. "The Making of 'Hard as a Rock'"
2. "The Making of 'Rock 'n' Roll Train'"

### DVD "Live at the Circus Krone"
Endast utsläppt på deluxeutgåvan av Backtracks.
1. (Introduktion)
2. Hell Ain't a Bad Place to Be
3. Back in Black
4. Stiff Upper Lip
5. Shoot to Thrill
6. Thunderstruck
7. Rock 'n' Roll Damnation
8. What's Next to the Moon
9. Hard as a Rock
10. Bad Boy Boogie
11. The Jack
12. If You Want Blood (You've Got It)
13. Hells Bells
14. Dirty Deeds Done Dirt Cheap
15. Rock 'n' Roll Ain't Noise Pollution
16. T.N.T.
17. Let There Be Rock
18. Highway to Hell
19. For Those About to Rock (We Salute You)
20. Whole Lotta Rosie

### LP
Endast utsläppt på deluxeutgåvan av Backtracks.

#### Sida A
1. Stick Around
2. Love Song
3. Fling Thing
4. R.I.P (Rock in Peace)
5. Carry Me Home
6. Crabsody in Blue

#### Sida B
1. Cold Hearted Man
2. Snake Eye
3. Borrowed Time
4. Down on the Borderline
5. Big Gun
6. Cyberspace